# Daldinia novae-zelandiae
Daldinia novae-zelandiae är en svampart som beskrevs av Wollw. & M. Stadler 2004. Daldinia novae-zelandiae ingår i släktet Daldinia och familjen kolkärnsvampar.   Inga underarter finns listade i Catalogue of Life.